# 大元朱菜
大元 朱菜（おおもと しゅな、1995年5月2日 - ）は、日本の女子バレーボール選手。

## 来歴
兵庫県神戸市出身。一人っ子。小学生のとき、友達に誘われてバレーボールを始めた。
2017年12月1日、ヴィクトリーナ姫路への入団内定が発表された。同期入団は菅原未来、中本葉月、溝口由利香。
2019年4月20日、浦安市運動公園総合体育館で行われた2018-19 V.LEAGUEオールスターゲームに「V2オールスター Teamブイリー（西軍）」として出場した。
2021年6月20日、加古川市立総合体育館で行われた第76回国民体育大会兵庫県予選兼第75回兵庫県民体育大会にヴィクトリーナ姫路の育成チームであるマックスバリュ・ヴィクトリーナの助っ人として出場。チームの準優勝に貢献した。
2023年、2022-23シーズンをもってヴィクトリーナ姫路を退団。ヴィアーレ兵庫に加入した。
2024年、ヴィアーレを退団。モンゴルプレミアリーグのKhashkhanに加入した。
2025年3月、韓国Vリーグのアジア枠トライアウトにエントリーしたが、4月に行われたドラフトでは指名されなかった。6月、アランマーレ山形への入団が発表された。

## 所属チーム
- 神戸市立小寺小学校（学園少女バレーボールクラブ）[1]
- 松蔭中学校[1]
- 松蔭高等学校
- 天理大学
- ヴィクトリーナ姫路 #15 → #3（2018-2023年）
- ヴィアーレ兵庫 #3（2023-2024年）
- Khashkhan（2024-2025年）
- アランマーレ山形（2025年-）

## 個人成績
V.LEAGUEの個人成績は下記の通り。
| 大会        | 所属        | 出場   | 出場     | アタック | アタック | アタック | アタック | バックアタック | バックアタック | バックアタック | バックアタック | アタック決定本数 | ブロック | ブロック   | サーブ | サーブ     | サーブ | サーブ | サーブ | サーブ | サーブレシーブ | サーブレシーブ | サーブレシーブ | 総得点 |
| ----------- | ----------- | ------ | -------- | -------- | -------- | -------- | -------- | -------------- | -------------- | -------------- | -------------- | ---------------- | -------- | ---------- | ------ | ---------- | ------ | ------ | ------ | ------ | -------------- | -------------- | -------------- | ------ |
| 大会        | 所属        | 試合数 | セット数 | 打数     | 得点     | 失点     | 決定率   | 打数           | 得点           | 失点           | 決定率         | セット平均       | 得点     | セット平均 | 打数   | ノータッチ | エース | 失点   | 効果   | 効果率 | 受数           | 成功           | 成功率         | 総得点 |
| V1 20-21    | 姫路        | 3      | 0        | 0        | 0        | 0        | -        | 0              | 0              | 0              | -              | -                | 0        | -          | 0      | 0          | 0      | 0      | 0      | -      | 0              | 0              | -              | 0      |
| V1 19-20    | 姫路        | 7      | 5        | 9        | 1        | 0        | 11.1     | 0              | 0              | 0              | -              | 0.20             | 1        | 0.20       | 7      | 0          | 1      | 3      | 0      | 3.6    | 0              | 0              | -              | 3      |
| V1 18-19    | 姫路        | 20     | 29       | 104      | 44       | 8        | 42.3     | 0              | 0              | 0              | -              | 1.52             | 6        | 0.21       | 115    | 5          | 4      | 18     | 38     | 12.2   | 0              | 0              | -              | 59     |
| 通算：3大会 | 通算：3大会 | 30     | 34       | 113      | 45       | 8        | 39.8     | 0              | 0              | 0              | -              | 1.32             | 7        | 0.21       | 122    | 5          | 5      | 21     | 38     | 11.7   | 0              | 0              | -              | 62     |

## 出演

### YouTube
ヴィクトリーナ姫路公式チャンネル 
- 大元朱菜のお花のある生活②（2020年6月29日）
- 2019薩摩川内合宿ハイライト・髙橋咲妃惠選手コメント【ヴィクトリーナ姫路】（2019年8月6日）
- 2018年6月10日 国体県予選試合後＆大元朱菜選手インタビュー（2018年6月13日）
- 2018年3月29日シーズン報告会新人選手挨拶（2018年4月11日）

 himejicitych 
- 姫路市COOL CHOICE啓発動画（Full Ver）（2020年4月2日）

### テレビ
関西テレビ 
- 『報道ランナー：金曜LIVE!星奈のイマコレ』[13]